# Acord de Serón de Nágima (1158)
L'Acord de Serón de Nágima o Tractat d'Haxama fou un acord al qual arribaren el febrer del 1158 a Serón de Nágima el rei Sanç III de Castella i el comte de Barcelona Ramon Berenguer IV.

## Context
El tractat s'emmarca en la problemàtica sorgida arran del Testament d'Alfons I d'Aragó (1131) per la seva successió.

## Acord
A Serón de Nágima, vila fronterera, s'entrevistaren Sanç III de Castella i el comte de Barcelona Ramon Berenguer IV. El castellà renunciava al títol de rei de Saragossa que havia ostentat el seu pare el rei Alfons VII de Castella, i a la sobirania de les ciutats i viles de Calataiud, Daroca i Tarassona que havien estat cedides pel Tractat de Carrión. Sanç III de Castella les cedia a Ramon Berenguer IV i el seu fill, el futur Alfons II d'Aragó «el Cast»; a canvi, aquest li havia de retre homenatge a ell i els seus successors com a súbdit, sense estar obligat a entregar-li cap força, ni castell, ni lloc de senyoriu; tan sols s'hauria de presentar el dia de la seva coronació amb un estoc nu.

## Conseqüències
El futur rei Alfons II d'Aragó «el Cast» pogué rescabalar-se d'aquest homenatge després de lluitar al Setge de Conca (1177).